# Уголовно-исполнительный кодекс Российской Федерации
Уголовно-исполнительный кодекс Российской Федерации (УИК РФ) — кодифицированный нормативно-правовой акт (федеральный закон), основной источник уголовно-исполнительного права, регулирующий общественные отношения, возникающие в процессе и по поводу исполнения всех видов уголовных наказаний и применения иных мер уголовно-правового характера на территории Российской Федерации.
Действующий Уголовно-исполнительный кодекс был принят Государственной Думой 18 декабря 1996 года, одобрен Советом Федерации 25 декабря 1996 года и подписан Президентом 8 января 1997 года.

## Структура Уголовно-исполнительного кодекса
Уголовно-исполнительный кодекс Российской Федерации представляет собой кодифицированный нормативный акт, состоящий из двух частей (восемь разделов) и приложения:
- Общая часть
  - Основные положения уголовно-исполнительного законодательства Российской Федерации
  - Правовое положение осуждённых
  - Учреждения и органы, исполняющие наказания, и контроль за их деятельностью
- Особенная часть
  - Исполнение наказания в виде обязательных работ
  - Исполнение наказания в виде штрафа
  - Исполнение наказания в виде лишения права занимать определённые должности или заниматься определённой деятельностью
  - Исполнение наказания в виде исправительных работ
  - Исполнение наказания в виде ограничения свободы
  - Исполнение наказания в виде принудительных работ
  - Исполнение дополнительных видов наказания
  - Исполнение наказания в виде ареста
  - Исполнение наказания в виде лишения свободы
  - Исполнение наказаний в виде ограничения по военной службе, ареста и содержания в дисциплинарной воинской части в отношении осужденных военнослужащих
  - Освобождение от отбывания наказания. Помощь осужденным, освобождаемым от отбывания наказания, и контроль за ними
  - Исполнение наказания в виде смертной казни
  - Контроль за условно осужденными
- Приложение: Перечень имущества, не подлежащего конфискации по приговору суда (утратил силу)

Разделы состоят из глав (24), которые, в свою очередь, делятся на статьи (190).